# Whitney Thompson
Whitney Thompson (Atlantic Beach, Florida, 26 september 1987) is een Amerikaans model en winnares van het tiende seizoen van America's Next Top Model.

## America's Next Top Model
Thompson nam deel aan het tiende seizoen van America's Next Top Model (ANTM). Hier stond ze in de finale met Anya Kop. Ze won en hiermee was ze het eerste plus size model dat die prijs kreeg.
Hoewel ze van nature een brunette was, werden er bij de make-over in de show blonde haarextensies aan haar kapsel toegevoegd, na de show verfde ze alles weer bruin.